# Sátiro I
Sátiro  ou Seleuco (? — 387 a.C.) foi um rei (ou tirano) do Reino do Bósforo, que reinou por quarenta anos, de 440 a.C. a 400 a.C..
Ele sucedeu a Espártoco I, seu pai no ano em que Apseude era arconte de Atenas e Tito Menênio e Próculo Gegânio Macerino eram cônsules em Roma (440 a.C.).
Ele morreu no ano em que Demóstrato era arconte de Atenas e seis tribunos militares assumiram a magistratura em Roma: Lucius Titinius, Publius Licinius, Publius Melaeus, Quintus Mallius, Gnaeus Genycius e Lucius Atilius e foi sucedido por seu filho Leuco I do Bósforo.